# Jógi

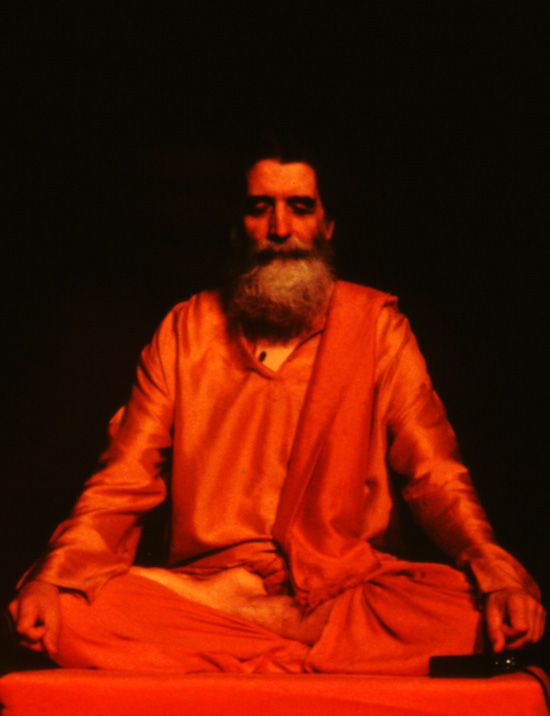
Egy jógi meditatív ászanában

A jógi (szanszkrit: योगी) a jóga azon gyakorlója, aki már elért egy bizonyos mesteri szintet, beleértve az indiai vallások szannjásza és meditáció gyakorlóját is. Női változata a jógini.
A jógi a 12. század óta a hinduizmusban a náth sziddha hagyományának tagjait is jelöli, a buddhizmusban és a dzsainizmusban pedig a tantra gyakorlóját.
A Bhagavad Gítá alapján a jógi az, aki elérte az egységet a Legfelsőbb Úrral, vagy aki erre törekszik; azaz jógának azt a folyamatot nevezzük amely összeköti a Legfelsőbb Úrral (Ísvara).
A jógik hiszik, hogy minden ember képes közvetlenül a saját lényében elérni a legfelsőbb, intuitív tudást. A tökéletesség szintjén, melyet szamádhinak nevezünk, a jógi tiszta elméje által látja meg önvalóját (valódi énjét) úgy, hogy örömet, élvezetet merít abból. Érzékeitől elszakadva már könnyen és tetszése szerint egyesíti tudatát a magasabb rendű világokkal.

## Etikai kötelességek
A tökéletes jógi úgy fegyelmezi az elméjét, hogy semmilyen anyagi, érzéki vágy ne zavarja meg többé. 
Életrendjüket számos előírás szabályozza, amelyek az Upanisadok és Patandzsali Jóga-szútráinak alapján jama és nijama néven ismertek.
Az igazi jógi (vagy jógini) a következő etikai alapelvek alapján él :
- ahimszā (अहिंसा): erőszakmentesség minden élőlény iránt
- szatjā (सत्य): "igazság", amely magába foglalja az igazmondást, az őszinteséget, az elfogulatlanságot és a becsületességet is
- asztēja (अस्तेय): a tulajdon tisztelete (a lopás tilalma; az egyéni érdekek érvényre juttatásának kiiktatása)
- aparigraha (अपरिग्रह): birtoklásmentesség (csak a létfenntartáshoz szükséges dolgok megtartása)
- dajā (दया): együttérzés, mások iránti könyörületesség, szeretet
- ārjava (आर्जव): képmutatásmentesség
- kṣzamā (क्षमा): megbocsátás
- dhṛti (धृति): elkötelezettség
- mitāhāra (मितहार): mértékletesség a táplálkozásban
- saucsa (शौच): tisztaság a gondolkodásban, a beszédben, a testben
- tapasz (तप): önmegtagadás, önfegyelmezés
- szantōṣa (संतोष): megelégedettség a külső körülményekkel
- dāna (दान): adakozás, nagylelkűség másokkal szemben
- brahmacsarjā (ब्रह्मचर्य): szexuális önkontroll, önmegtartóztatás
- szvādhjāja (स्वाध्याय): öntanulmányozás, önelemzés és a szent iratok tanulmányozása és az azok általi fejlődés
- szamādhi-sziddhir ísvara-pranidhānāt: Ísvara (Isten) iránti teljes odaadás

## Upanisádok
Az Upanisadok tanítása alapján aki jógiként él, az él igazán. Ahhoz, hogy az élet örömeit élvezhessük, jógikká kell változnunk. Élvezni az örömöket jógiként - aki ura az élvezeteknek - teljesen mást jelent, mint ezen élvezetek rabszolgáinak lenni. Az első esetben a világban élünk, de felette maradunk, akár a lótusz a víz felett, a második esetben pedig lesüllyedünk, mint egy agyaggolyó. Aki teljesen átadja magát az élvezetek hajszolásának (szanszkrit: भोगि, bhógi), az sohasem lesz képes jógiként élni, egy jógi azonban győzedelmeskedhet - megtapasztalja a világ élvezeteit, ugyanakkor nem ragaszkodik hozzájuk. Míg a "bhógi" az élvezetek rabszolgája, a jógi uralomra tesz szert felettük. 
A "bhógi" (vagy hedonista) romlott ember, aki teljesen elmerül az érzéki örömökben, s számára az élvezet lesz az élet egyedüli célja. A jógi minden élvezetet a magasabbra jutás eszközeként használ fel. Spirituális gyakorlással megváltoztatja az élvezetek formáját és így isteni királyságot teremt a Földön. A jógit nem érintik meg életének küzdelmei és körülményei, és győztesként éli életét, a "bhógi" viszont elvész az élvezetekben.

## Fordítás
- Ez a szócikk részben vagy egészben  a   Yogi című angol Wikipédia-szócikk fordításán alapul.  Az eredeti cikk szerkesztőit annak laptörténete sorolja fel. Ez a jelzés csupán a megfogalmazás eredetét és a szerzői jogokat jelzi, nem szolgál a cikkben szereplő információk forrásmegjelöléseként.

## Külső hivatkozás
- Jóga szútra, a jáma és a nijáma